# Noah Taylor
Noah George Taylor (ur. 4 września 1969 w Londynie) – australijski aktor filmowy i telewizyjny.

## Życiorys
Urodził się w Wielkiej Brytanii, jednak wychowywał się w Australii. Kształcił się w szkole średniej University High School w Melbourne, następnie zaczął grać w młodzieżowym teatrze St Martin’s Youth Theatre. W filmie debiutował w drugiej połowie lat 80. W 1987 otrzymał jedną z głównych ról w produkcji The Year My Voice Broke, która okazała się znaczącym sukcesem. Obraz otrzymał kilka nagród AFI Awards przyznawanych przez Australijski Instytut Filmowy, sam Noah Taylor dostał nominację w kategorii najlepszego aktora w pierwszoplanowej roli męskiej. W nakręconym cztery lata później sequelu Randka na przerwie wystąpił o boku Nicole Kidman. Popularność międzynarodową przyniosła mu rola w wielokrotnie nagradzanym Blasku – za nią dostał nominację do Nagrody Gildii Aktorów Ekranowych za wybitny występ aktora w roli drugoplanowej.
W swojej filmografii ma występy w filmach akcji (Lara Croft: Tomb Raider), komediach (Podwodne życie ze Steve’em Zissou), thrillerach (Vanilla Sky), dramatach historycznych (Max, gdzie zagrał Adolfa Hitlera), a także serialach (Gra o tron). Jest również muzykiem. W 2011 nagrał w wytwórni Z-Man Records pierwszy album Live Free or Die!!! wraz ze swoim zespołem Noah Taylor & the Sloppy Boys on.

## Filmografia
- 1987: The Year My Voice Broke
- 1989: Bangkok Hilton
- 1991: Randka na przerwie
- 1996: Blask
- 1999: Simon Magus
- 2000: U progu sławy
- 2001: Vanilla Sky
- 2001: Lara Croft: Tomb Raider
- 2002: Max
- 2003: Lara Croft Tomb Raider: Kolebka życia
- 2004: Podwodne życie ze Steve’em Zissou
- 2005: Charlie i fabryka czekolady
- 2005: Podróż do Nowej Ziemi
- 2005: Propozycja
- 2010: Moja łódź podwodna
- 2011: Red Dog
- 2012: Gangster
- 2013: Gra o tron (serial TV)
- 2014: Na skraju jutra
- 2014: Przeznaczenie
- 2014: Peaky Blinders (serial TV)
- 2015: I nie było już nikogo (miniserial)
- 2015: Powers (serial TV)
- 2016: Free Fire
- 2017: Preacher (serial TV)[2]